# Tummo (città)
Tummo (in arabo تومو) è un villaggio-oasi del Fezzan nel distretto di Murzuch poco lontana dal confine con il Niger, l'oasi è il punto di passaggio di molti migranti provenienti soprattutto dall'Africa subsahariana, in particolare da Niger, Nigeria, Mali, Mauritania e Senegal.
A Tummo si trova l'unico posto di controllo di frontiera tra Libia e Niger che è controllato dall'Esercito libico.
Il villaggio dista 1.300 km da Tripoli, 1.000 km da Bilma (Niger) e dista 300 km circa dal villaggio di Tajarhi.